# Grosseto
För andra betydelser, se Grosseto (olika betydelser).
Grosseto är en stad, kommun och huvudort i provinsen Grosseto i regionen Toscana i Italien. Staden ligger 14 kilometer från Tyrrenska havet i området Maremma längs floden Ombrone. Kommunen hade 82 253 invånare (2018) och gränsar till kommunerna Campagnatico, Castiglione della Pescaia, Gavorrano, Magliano in Toscana, Roccastrada och Scansano.

## Externa länkar

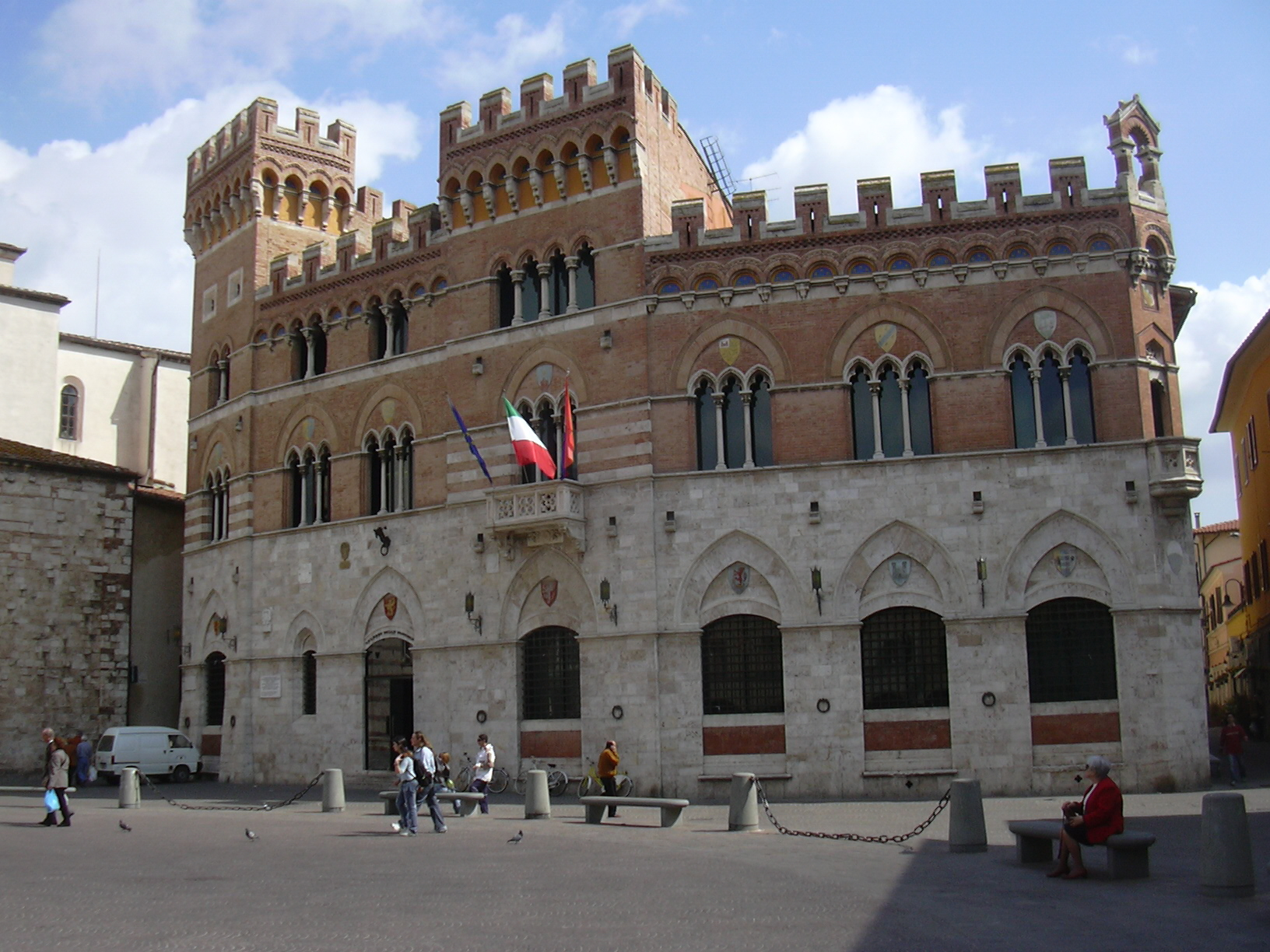
Provinspalatset